# Georg Fiodorovitch von Rosen
Pour les articles homonymes, voir Rosen.
Ne doit pas être confondu avec Georg von Rosen.
Le baron Georg Fiodorovitch von Rosen (en russe : Егор Фёдорович Розен, Yegor - ou Jegor - Fjodorovitch Rosen - ou Rozen), né le 28 décembre 1800 (ancien style : 16 décembre) à Reval, dans l'Empire russe (actuellement Tallinn en Estonie), et mort le 6 mars 1860 (ancien style : 23 février) à Saint-Pétersbourg (Russie), est un auteur de l'Empire russe.

## Biographie
Georg von Rosen appartenait à un régiment de cavalerie (le 3e régiment de hussards d'Elisavetgrad (ru)) et a terminé sa carrière comme Rittmeister. Il a écrit, entre autres, des drames et le livret de l'opéra Une vie pour le tsar (1836) composé par Mikhaïl Glinka.
Il est enterré à Saint-Pétersbourg, au cimetière Tikhvine.